# Pandoravirus
Genre
Pandoravirus est un genre de virus géants de la famille des Pandoraviridae. Ni le genre ni la famille ne sont encore intégrés par l'ICTV en 2024 (leur position phylogénétique est actuellement incluse parmi les Phycodnaviridae).

## Description
Ces virus possèdent entre 1 900 et 2 500 gènes et leur complexité est telle qu'ils seraient assimilables à une nouvelle forme de vie,.
Leur nom est dû à la boîte de Pandore car leurs découvreurs, en 2013, appartenant au laboratoire Information génomique et structurale (CNRS/Université Aix-Marseille), associés au laboratoire Biologie à Grande Échelle (CEA/Inserm/Université Grenoble Alpes), équipe dirigée par Jean-Michel Claverie et Chantal Abergel, ont estimé que les caractéristiques de ces virus « ont fait penser à la boîte de Pandore : ouvrir cette boîte va véritablement briser les fondations de ce qu'on savait sur les virus jusqu'à présent  ». De plus, leur forme en amphore correspond à celle de la boîte de Pandore originelle dans la mythologie,.

## Diversité génétique et gènes orphelins
Malgré la grande similarité de leur forme et de leur fonctionnement, les six pandoravirus connus ne partagent que la moitié de leurs gènes codant des protéines, ce qui est tout à fait exceptionnel pour une même famille biologique.
Un autre caractère exceptionnel des pandoravirus est qu'ils possèdent un grand nombre de gènes orphelins, c'est-à-dire codant des protéines sans équivalent dans le reste du monde vivant. De plus ces gènes diffèrent d'un pandoravirus à l'autre. Les gènes orphelins ressemblent par contre à des séquences non codantes de leur génome, ce qui suggère la création spontanée de ces gènes au sein des régions intergéniques (une autre spécificité inconnue ailleurs que chez les pandoravirus), ou que ces virus seraient les résidus viraux de lignées cellulaires primitives, éteintes aujourd'hui au profit des familles cellulaires modernes (eucaryotes, archées et bactéries), ces deux explications n'étant d'ailleurs pas incompatibles. Les études ont montré que 93 % des gènes de Pandoravirus n’existent, ni chez les autres virus, ni dans le monde cellulaire.

## Liste des espèces
Six espèces de Pandoravirus sont proposées en 2018 :
- P. dulcis, découvert en 2013 dans le sédiment d'une mare en Australie[1],[2] ;
- P. salinus, découvert en 2013 dans une couche sédimentaire marine au large des côtes chiliennes[1],[2] ;
- P. inopinatum, découvert en Allemagne dans l’œil d'un patient souffrant de kératite[8],[9] ;
- P. quercus, découvert en 2017 dans le sol à Marseille (France)[10] ;
- P. neocaledonia, découvert en 2017 dans l'eau saumâtre d'une mangrove près de l'aéroport de Nouméa (Nouvelle-Calédonie)[10] ;
- P. macleodensis, découvert en 2017 dans l'eau douce d'un étang près de Melbourne (Australie), à seulement 700  m du site de la découverte de P. dulcis[10].